# Stela Pura
Stela Marian Pura (Baia Mare, Rumania, 30 de marzo de 1971) es una nadadora retirada especializada en pruebas de estilo libre y mariposa. Fue medalla de bronce durante Campeonato Europeo de Natación de 1987 en 400 metros libres y 200 metros mariposa. Durante ese mismo campeonato se proclamó subcampeona europea en la prueba de 4x200 metros libres.
Participó en los Juegos Olímpicos de Seúl 1988 en las pruebas de 100 mariposa, 200 mariposa, 200 libres y 400 libres. Siendo el mejor resultado un cuarto puesto en la prueba de 200 metros mariposa.

## Palmarés internacional
| Campeonato Europeo de Natación | Campeonato Europeo de Natación | Campeonato Europeo de Natación | Campeonato Europeo de Natación |
| Año                            | Lugar                          | Medalla                        | Prueba                         |
| ------------------------------ | ------------------------------ | ------------------------------ | ------------------------------ |
| 1987                           | Estrasburgo ( Francia)         | Medalla de plata               | 4x200 m libres                 |
| 1987                           | Estrasburgo ( Francia)         | Medalla de bronce              | 400 m libres                   |
| 1987                           | Estrasburgo ( Francia)         | Medalla de bronce              | 200 m mariposa                 |